# Richard Cassels

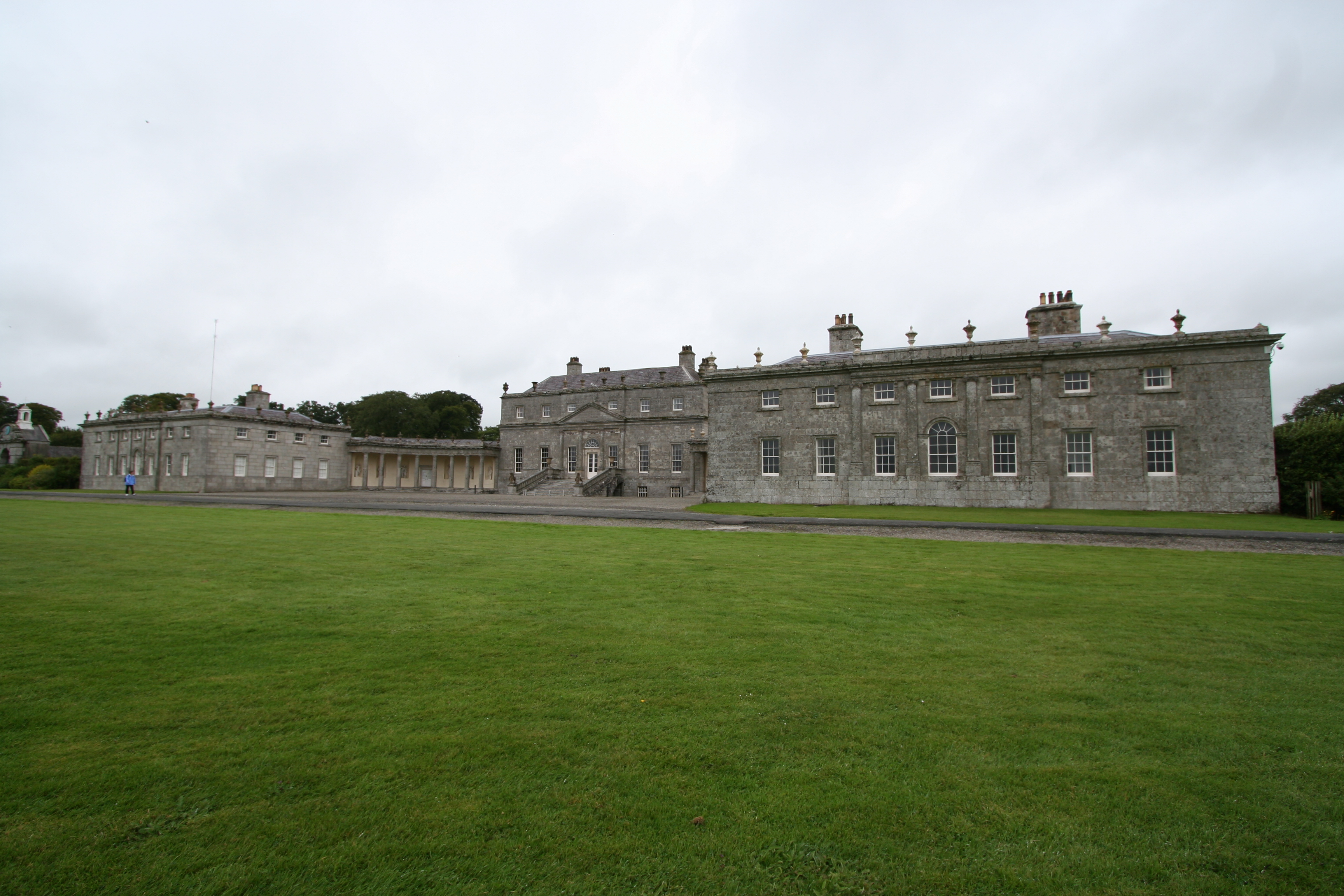
Russborough House al comtat de Wicklow a Irlanda.

Richard Cassels, Cassel, o Kassel, 1690 -? 1751, va ser un arquitecte alemany que, després de traslladar-se a Irlanda, passaria a anomenar Richard Castle.
Juntament amb Edward Lovett Pearce, se'l considera com un dels arquitectes més grans que van treballar a Irlanda al segle xviii.
Encara que alemany, la seva família era d'origen francès; baixava dels 'Du Ry', famosa pels molts arquitectes que hi va haver als seus familiars. Un cosí seu, Simon du Ry, va dissenyar Schloss Wilhelmshöher a Cassel.

## Obres
- Russborough House.
- Powerscourt House.